# Paleis van Mafra

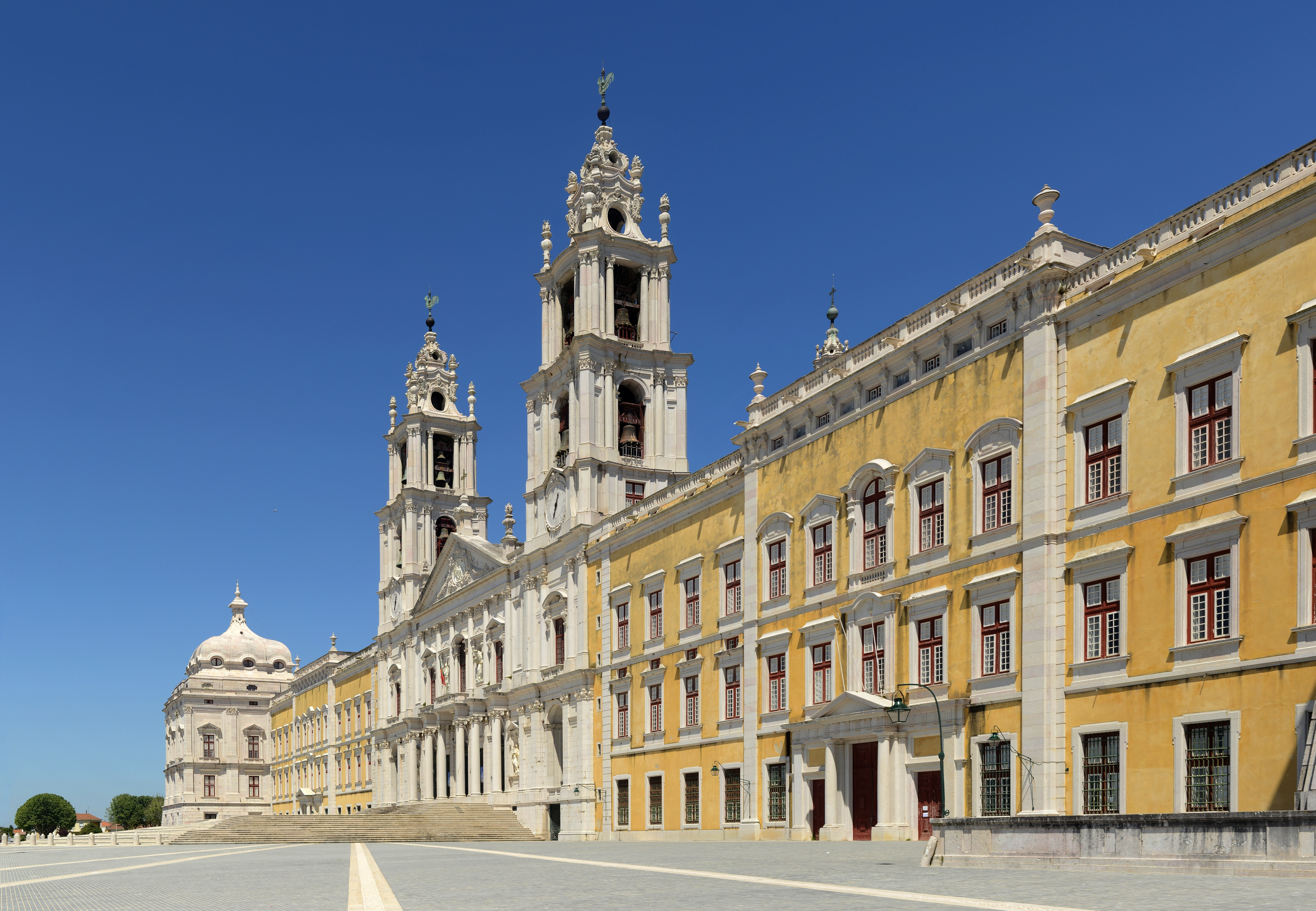
Het Paleis van Mafra

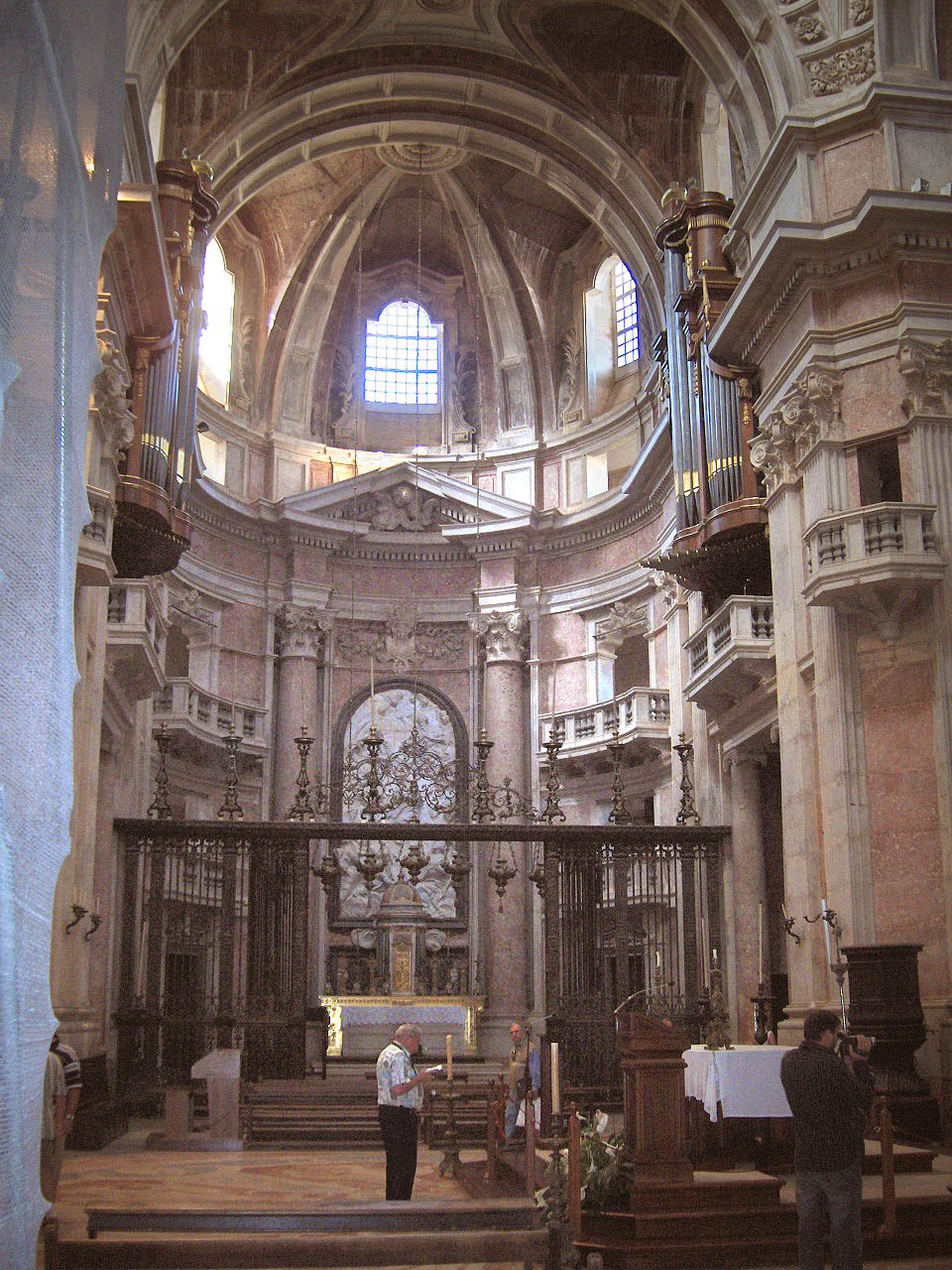
Het altaar

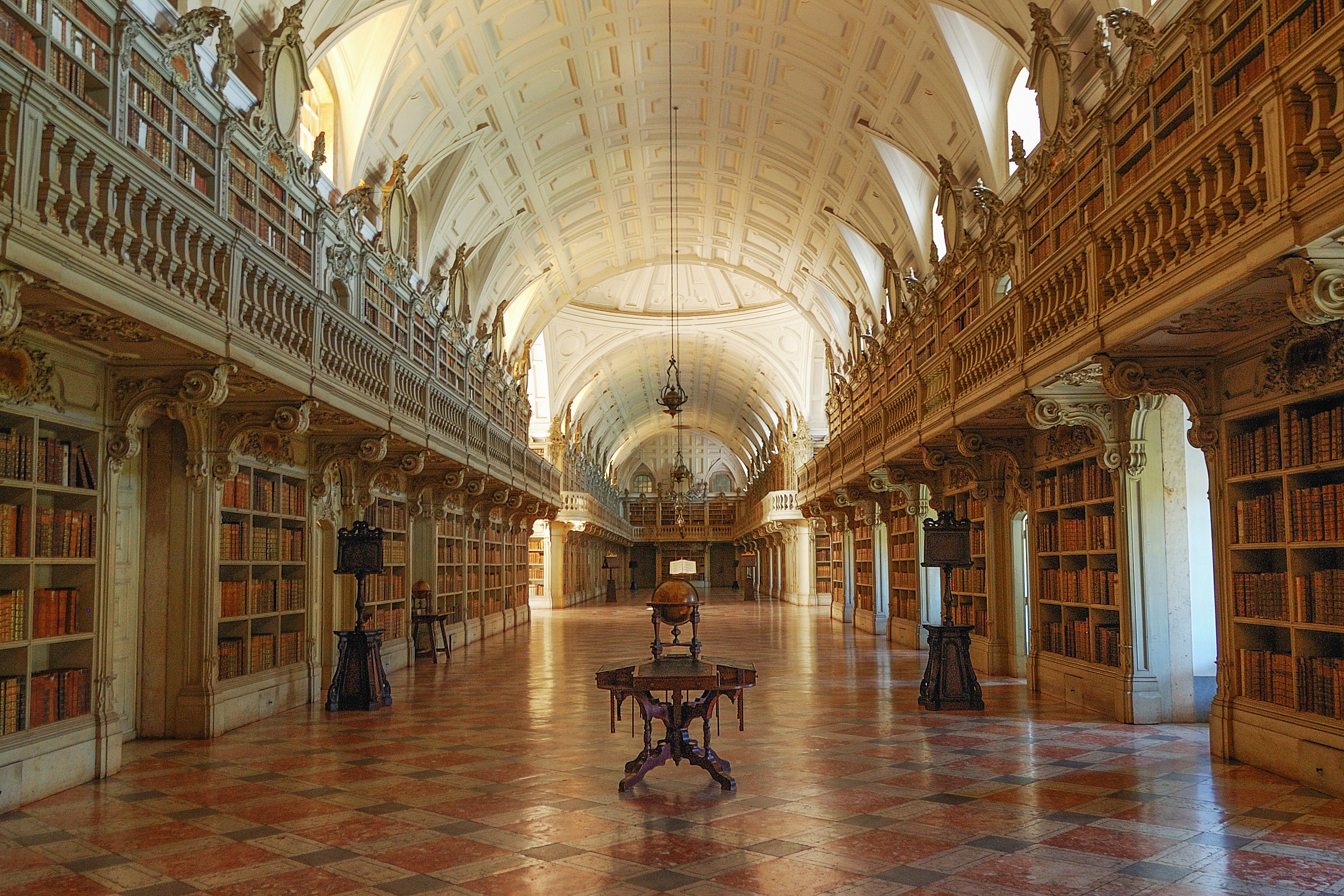
De bibliotheek

Het Paleis van Mafra is een groot paleis en franciscanenklooster gecombineerd in één gebouw in het Portugese Mafra. Het is gebouwd rondom een basiliek. Oorspronkelijk was het gebouw bedoeld als een bescheiden klooster voor een groep kapucijnermonniken die daar in soberheid zouden leven. Echter, toen steeds meer goud vanuit Brazilië werd ingevoerd, werd het plan veranderd en werd een megalomaan gebouw met vele kunstschatten opgetrokken. Het paleis is waarschijnlijk gebouwd als reactie op de bouw van het Spaanse Escorial. Het paleis werd op 7 juli 2019 ingeschreven op de Unesco-Werelderfgoedlijst .

## Bouwwerk
Het hele complex beslaat een oppervlakte van 37 790 m². Het telt 1200 kamers en 156 trappenhuizen. De bouwstijl is een combinatie van barok en neoclassicisme. In het paleis is een bibliotheek waarin 30 000 boeken liggen opgeslagen. In de basiliek zijn zes orgels en twee carillons.

## Geschiedenis
In 1711 legde Koning Johan V van Portugal een eed af. Hij zwoer hierbij dat wanneer zijn vrouw, Maria Anna, hem nageslacht zou geven, hij een groot klooster zou laten bouwen.
Toen zijn dochter Maria Barbara in 1711 werd geboren, werd opdracht gegeven tot de bouw. Uiteindelijk werd de eerste steen gelegd op 17 november 1717. De bouw zou 13 jaar in beslag nemen en gemiddeld werkten 15 000 mensen aan de bouw.
Op 22 oktober 1730, de 41 verjaardag van koning Johan V, werd de basiliek ingewijd. De koepel kwam echter pas af in 1735 en het paleis was pas klaar in 1755.

## Beiaarden
Over de twee beiaarden wordt verteld dat koning Jan V een reis door de Nederlanden had gemaakt, waarbij hij kennis had gemaakt met de beiaard. Zo'n instrument wilde hij ook in zijn nieuwe koninklijk paleis hebben. Zijn ministers raadden het hem af vanwege de hoge kosten. Toen de koning het bedrag hoorde, reageerde hij opgetogen dat hij niet had gedacht dat een beiaard zo voordelig zou zijn, en dat hij wel twee beiaarden wilde hebben. Daar werd aan voldaan.
Kosten noch moeite werden gespaard om de instrumenten in de paleistorens zo luxueus mogelijk te maken. Zo heeft ieder klokkenspel naast een klavier twee speeltrommels voor automatische muziek en een bimbamslagwerk.
In de noordelijke toren hangt een beiaard van Nicolas Levache gegoten in Luik in 1730. Deze klokkengieter was niet in staat de klokken juist te stemmen. Vandaar dat ze in onbruik zijn geraakt.
In de zuidelijke toren hangt de tweede beiaard gegoten door Willem Witlocks te Antwerpen in 1730. Het is het enige spel van deze gieter wat nog bestaat in min of meer ongerepte vorm. Eerder goot hij onder andere beiaarden voor Tienen en Breda; deze zijn vervangen of herstemd. De Witlocks-beiaard is gerestaureerd door Eijsbouts in Asten in 1984.

## Instellingen
De parochie van Mafra en de Koninklijke en Eerbiedwaardige Broederschap van het Allerheiligste Sacrament van Mafra bevinden zich in de basiliek.

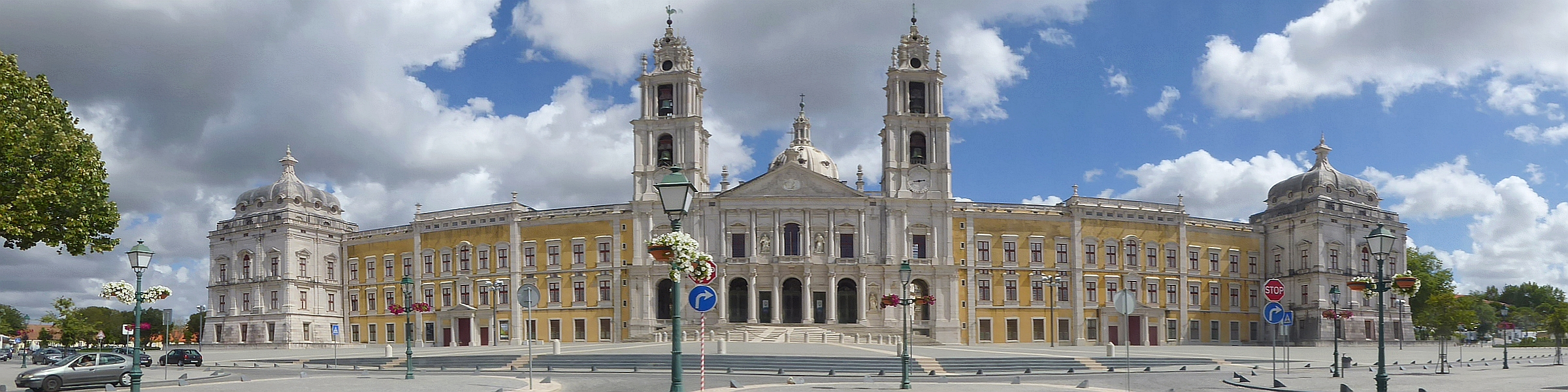
Panorama Palácio Nacional de Mafra (2016)